# Вільям Ґлін
Вільям Ґлін (англ. William Glyn; 1 січня 1859 — 1 січня 2000) — колишній американський тенісист.
Найвищим досягненням на турнірах Великого шолома був фінал в одиночному розряді.
Завершив кар'єру 1887 року.

## Фінали турнірів Великого шолома

### Одиночний розряд (1 поразка)
| Результат | Рік  | Турнір        | Покриття | Суперник    | Рахунок       |
| --------- | ---- | ------------- | -------- | ----------- | ------------- |
| Поразка   | 1881 | Чемпіонат США | Трава    | Річард Сірс | 0–6, 3–6, 2–6 |